# Croceibacter atlanticus
Croceibacter atlanticus ist eine Bakterienart. Der Fund der Erstbeschreibung stammt aus einer Tiefe von 250 m im Sargassosee.

## Merkmale
Die Zellen von Croceibacter atlanticus sind stäbchenförmig mit abgerundeten Enden. Flagellen fehlen, es ist nicht beweglich und auch eine gleitende Bewegung ("gliding motility"), die bei vielen anderen verwandte Arten innerhalb der Familie Flavobacteriaceae beobachtet wird, wurde nicht beobachtet. Carotinoide Pigment werden gebildet, allerdings keine Flexirubine. Diese Flexirubine findet man ebenfalls bei vielen verwandten Arten. Die Zellen sind 1,9 μm lang und 0,4 μm breit. Endosporen, intrazelluläre Einschlüsse (Granula) und Vesikel sind nicht vorhanden. Kolonien können auf einfachen Marinen Agar gezüchtet werden.

## Stoffwechsel und Wachstum
Croceibacter atlanticus ist obligat aerob, also zwingend auf Sauerstoff angewiesen. Das Bakterium ist chemoorganotroph, es ist auf organische Verbindungen zum Wachstum angewiesen. Wachstum findet bei Temperaturen zwischen 10 und 28 °C statt (Optimum: 20–23 °C), der tolerierte pH-Wert liegt zwischen 6,0 und 10,0 (Optimaler pH-Wert: 7,5–8,0). Das Bakterium benötigt NaCl zum Wachstum, toleriert werden 0,5–15 %, das Optimum liegt bei 3,0 %. Gelatine, Stärke, DNA, Casein und Elastin werden abgebaut. Der Katalase-Test und verläuft positiv, der Oxidase-Test negativ. Die Enzyme Urease und Arginin-Deyhdrolase (ADH) sind vorhanden. Indol wird nicht gebildet, eine Denitrifikation findet nicht statt. Von Glucose wird keine Säure gebildet.
Es können verschiedene Verbindungen zum Wachstum genutzt werden, wie einige  Aminosäuren, Kohlenhydrate, Zuckeralkohole und organische Säuren. Hierzu zählen z. B. D-Arabinose, D-Mannose, D-Mannitol, D-Sorbitol, Gluconsäure, Trehalose, L-Glutaminsäure und L-Alanin.

## Systematik
Croceibacter atlanticus zählt zu der Familie Flavobacteriaceae der Ordnung Flavobacteriales innerhalb der Abteilung Bacteroidetes. Man spricht bei den Bacteroidetes auch von der Cytophaga-Flavobacterium-Bacteroides Gruppe. Sie ist eine der dominierenden Gruppen der Bakterien im marinen Bereich. Die Art Croceibacter atlanticus wurde 2003 erstbeschrieben.
Der Gattungsname Croceibacter ist abgeleitet von dem lateinischen Wort croceus ("safrangelb"), bedeutet also so viel wie "safrangelb-gefärbtes Bakterium". Der Artname C. atlanticus bezieht sich auf den Fundort der Erstbeschreibung, der Sargassosee im Atlantik.

## Ökologie
Croceibacter atlanticus ist in marinen Gebieten weit verbreitet. Es kann lebende Diatomeen (Kieselalgen, speziell die Art Thalassiosira pseudonana) besiedeln, indem es an deren Oberfläche heftet. Es hemmt die Zellteilung und bringt die Alge dazu, den Zellkörper zu strecken. Dazu wird die Oberfläche, die das Bakterium besiedeln kann, vergrößert.
Es kommt des Weiteren zu einer Anhäufung von Plastiden, wodurch die Produktion von Nährstoffen durch die Algen steigt.
Croceibacter gibt bestimmte Moleküle ab, die zu einer verstärkten Abgabe von organischem Material der Alge führt welches vom Bakterium genutzt wird. Da die Kieselalge zunächst weiterhin am Leben bleibt, kann das Bakterium die Nährstoffproduktion über längere Zeit nutzen.

## Genutzte Literatur
- Noel R. Krieg u. a. (Hrsg.): Bergey’s Manual of Systematic Bacteriology. 2. Auflage, Band 4: The Bacteroidetes, Spirochaetes, Tenericutes (Mollicutes), Acidobacteria, Fibrobacteres, Fusobacteria, Dictyoglomi, Gemmatimonadetes, Lentisphaerae, Verrucomicrobia, Chlamydiae, and Planctomycetes. Springer, New York 2010, ISBN 978-0-387-68572-4, S. 199–200.